# Fernand Moureaux
Fernand Moureaux, né le 31 janvier 1863 et mort le 8 octobre 1956 à Paris, est un entrepreneur et homme politique français. Créateur avec Henri Porte de la Suze, un apéritif, il est aussi connu comme maire de Trouville-sur-Mer.

## Biographie
Il hérite en 1885 de la distillerie familiale, qui est alors au bord de la faillite. Associé avec Henri Porte, il la relance en créant un nouvel apéritif à base de gentiane, la Suze. Il développe la marque grâce à l'usage intensif de la publicité. Il fait construire puis agrandir l'usine de la société à Maisons-Alfort, ville qu'il contribue à développer avec le financement d'un stade ou de l’église Sainte-Agnès, dont la construction est confiée à Marc Brillaud de Laujardière.
Enrichi par le développement de Suze, il acquiert une villa à Trouville-sur-Mer à l'issue de la Première Guerre mondiale. Il devient maire de la ville le 2 décembre 1934, à 71 ans. La station balnéaire, autrefois plus connue que Deauville, est passée dans l'ombre de sa voisine. Fernand Moureaux voit dans la création des congés payés par le Front Populaire une occasion de réorienter la station une nouvelle clientèle populaire et familiale. Il revitalise alors la ville avec de nombreuses constructions. « Maire bâtisseur », il s'illustre par de nombreuses constructions dans le style normand, comme la Halle aux poissons construite par Eugène-Maurice Vincent ou une piscine olympique à l'eau de mer et des établissements de bains.
Il fait construire de nombreux bâtiments municipaux sur ses deniers. Selon Maurice Culot et Nada Jakovljevic, « le moteur de son action municipale est moins à rechercher du côté de l'idéologie politique que dans un ultime prolongement de la tradition philanthropique de la bourgeoisie du XIXe siècle ». Elle lui vaut d'être réélu à quatre reprises, jusqu'en 1951. Il est aussi associé aux reconstructions d'ampleur à l'issue de la Seconde Guerre mondiale.
Un boulevard porte son nom à Trouville-sur-Mer. Il a été nommé Officier de la Légion d’Honneur par décret du 4 février 1949.